# Ferdinand Debois
Ferdinand Debois (24. listopadu 1835 Brno – 9. května 1893 Brno) byl moravský hudební skladatel, sbormistr, umělecký vedoucí mužského pěveckého sboru a právník.

## Život a činnost
Od mládí se věnoval hudbě. Od roku 1859 do února 1863 byl zaměstnán ve státních službách a poté nějakou dobu pracoval jako učitel hudby. V říjnu 1864 vstoupil do služeb Moravské eskomptní banky v Brně, kde působil jako tajemník ředitele.
Mezitím se v roce 1861 stal členem nově založeného Brněnského mužského sboru (německy Brünner Männergesang-Verein), v roce 1863 se stal jeho sbormistrem a v roce 1871 uměleckým vedoucím.
Věnoval se také komponování, napsal množství písní, duetů, kvartetů, mužských sborů apod. zejména v mužském sboru, v jehož čele stál, dbal na vysokou úroveň německých písní.